# Palaquium galactoxylum
Palaquium galactoxylum là một loài thực vật có hoa trong họ Hồng xiêm. Loài này được (F.Muell.) H.J.Lam mô tả khoa học đầu tiên năm 1925.